# Fatányéros

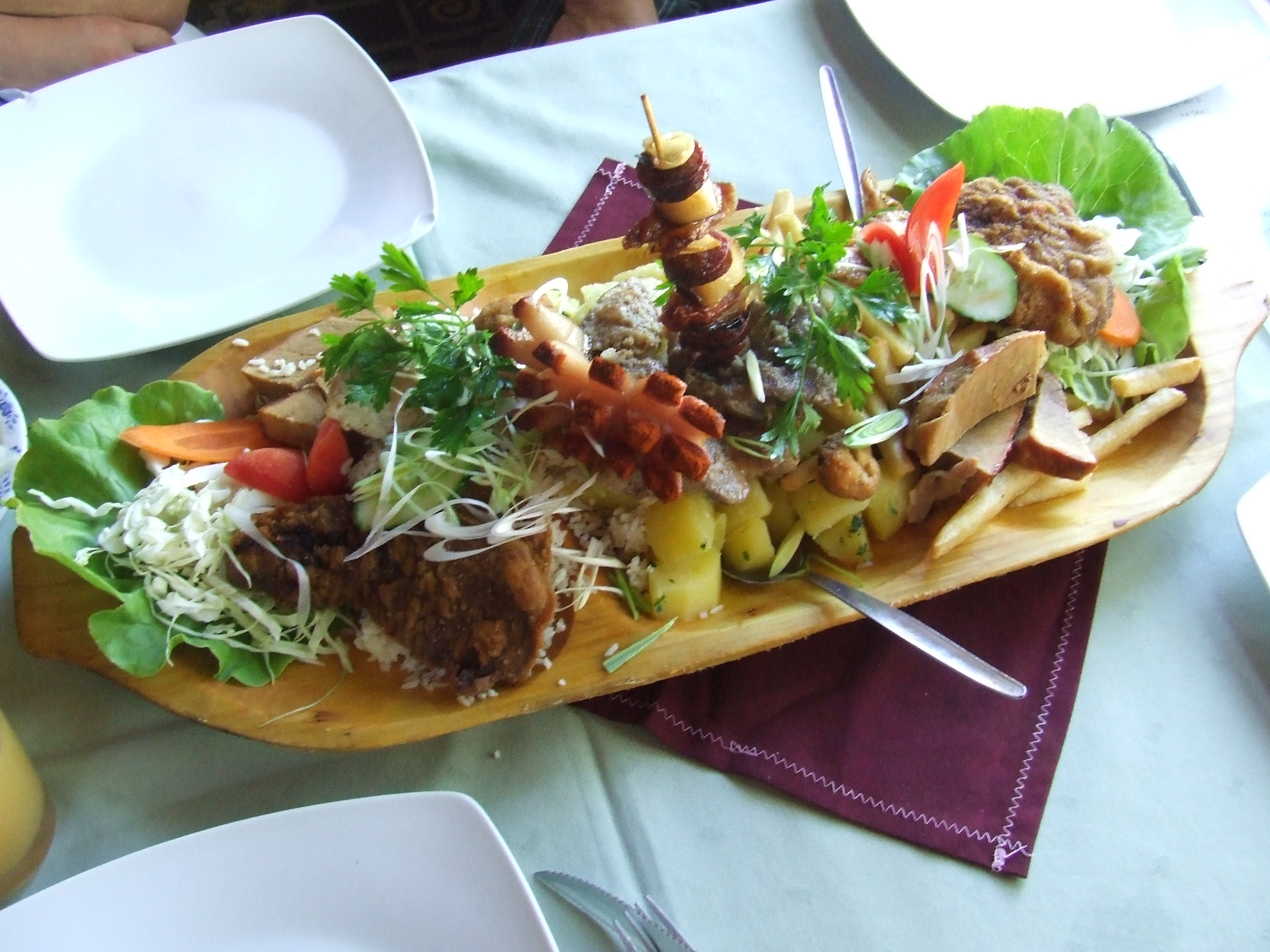
Fatányéros mit Speck-Kringel

Fatányéros ist ein ungarisches Grillgericht. Auf einer großen Holzplatte werden beispielsweise ein Stück Rinderfilet, ein Kalbsschnitzel, ein Schweinekotelett und geräucherter Speck, garniert mit Rohkost, kombiniert. Der Name des Gerichts stammt von dem ungarischen Wort fatányéros, das Holzplatte bedeutet und es wird dementsprechend auf Deutsch auch Holzplattenfleisch genannt.
Möglich sind weiterhin gegrillte Koteletts von Schwein und Kalb sowie gegrillte Lendenstücke und Gänseleber, mit Speck-Kringel (der Speck wird eingeschnitten und kringelt sich beim Braten) serviert. Dazu je ein Messer oder Klappmesser auf dem Brett für jeden Gast. Diese Version eines gemischten Grills unter dem Namen Fatányéros erschien erstmals um 1900 auf der Speisekarte im Restaurant Gundel in Budapest, es wurde eine gerillte Holzplatte verwendet, oft über eine Silberplatte gelegt, um eine elegante Version von gegrilltem Fleisch zu servieren. Die Ungarn benutzten schon lange davor ein frisch geschnittenes Holzbrett als Platte, um am Lagerfeuer Gebratenes zu essen.